# I Did It for Love
I Did It for Love è un singolo del gruppo musicale statunitense Night Ranger, il primo estratto dal loro quinto album Man in Motion nel 1988.

## Tracce
1. I Did It for Love – 4:20
2. Woman in Love – 4:43

## Formazione
- Jack Blades – voce, basso
- Jeff Watson – chitarra
- Brad Gillis –  chitarra
- Jesse Bradman – tastiere
- Kelly Keagy – batteria, voce

## Classifiche
| Classifica (1988)             | Posizione massima |
| ----------------------------- | ----------------- |
| Stati Uniti                   | 75                |
| Stati Uniti (mainstream rock) | 16                |